# Барвице
Барвице (пол. Barwice), Барвальде (нем. Barwalde) — город в Польше, входит в Западно-Поморское воеводство, Щецинецкий повят. Имеет статус городско-сельской гмины. Занимает площадь 7,42 км². Население — 3857 человек (на 2005 год).